# Uliuli Fifita
Uliuli Fifita (født d. 3. februar 1959) er en tonganesisk fribryder der kæmpede for WWF som Haku, og WCW som Meng.

## Før wrestling
Uliuli Fifita voksede på på Tonga, og blev da han var 14 år sendt af den tonganesiske konge til Japan for at blive symobryder, sammen med et par andre studenter. I Japan opdagede han wrestling og blev medlem af AJPW i 1977 da han stoppede som sumobryder. Det siges af mange af hans bekendte, at han er en af de hårdeste mennesker der findes. En historie der er blevet genfortalt af mange, inkl. Jake Roberts fortæller hvordan Fifita og wrestleren Jesse Barr gik gennem byen efter et show, og så en arbejder der var ved at grave et hul. Jesse Barr provokerede manden ved at sparke jord på ham, selvom Fifita sagde han ikke skulle gøre det. Da Barr blev ved, greb Fifita fat i ham og plukkede hans øjeæbler ud. En anden historie fortæller hvordan han skubbede en cowboy gennem to døre.

## World Wrestling Federation
Fifita debuterede i WWF som King Tonga, og blev en stjerne da han bodyslammede Big John Studd. Herefter blev han Haku og dannede et tag team med Tama som The Islanders. De havde en klassisk fejde med The British Bulldogs, hvor de kidnappede deres maskot Matilda. Da Harley Race forlod WWF, overtog Haku hans krone og blev King Haku. Jim Duggan vandt dog kronen fra ham. Haku dannede herefter et tag team med Andre the Giant som The Colossal Connection, og sammen vandt de WWF tag team titlerne. Senere dannede han også et tag team med The Barbarian.

## World Championship Wrestling
Fifita debuterede hos konkurrenten WCW, i 1995 som Meng. Her blev han medlem af Dungeon of Doom for at eliminere Hulk Hogan fra WCW. Han gendannede også sit tag team med The Barbarian, nu som Faces of Fear. På dette tidspunkt blev han også annonceret som den tidligere bodyguard for Japans kejser. Hans afslutningsmanøvre, The Tongan Deathgrip, blev berygtet. Et angreb hvor han greb fat i strubehovedet på modstanderen, og pressede. I 2000 blev Meng en del af WCWs hardcore division, og vandt Hardcore titlen ved WCW Sin i 2001. Men selvom han var Hardcore mester, udløb hans kontrakt og han vendte tilbage til WWF – mens han var WCW Hardcore mester, hvilket gjorde at WCW besluttede sig for at droppede Hardcore titlen.

## World Wrestling Federation
Fifita vendte tilbage til WWF som Haku, ved WWF Royal Rumble 2001. Herefter dannede han et tag team med Rikishi. Haku blev fyret igen hen mod slutningen af året. I dag sælger han biler.

## Trivia
- Han var The Rocks forlover ved hans bryllup.
- Han spillede sammen med Sylvester Stallone i 1978 i Paradise Alley.